# 혁 (1997년)
혁(1997년 2월 19일 ~ )은 대한민국의 가수다.

## 방송
- 소년24 (2016) - 2차 유닛전 탈락

## 음반
- Sometime (2021)